# Inhibiteur de bêta-lactamase
Un inhibiteur de bêta-lactamase est une molécule ayant pour caractéristique d'inhiber les enzymes de type bêta-lactamase. Cette fonction est utilisée en pharmacologie à fin d'accroître le spectre d'activité des antibiotiques de la classe des bêta-lactamines.
Ce mécanisme est utilisé dans le traitement de certaines infections bactériennes, en raison de la production de bêta-lactamases par plusieurs bactéries. Ces enzymes ont en effet pour cible certaines molécules appartenant à la classe des bêta-lactamines qui sont utilisées comme antibiotiques. L'ajout d'un inhibiteur de bêta-lactamase à un antibiotique de la classe des bêta-lactamines a alors pour conséquence pour ce dernier de résister à son inactivation par les enzymes bactériennes, ce qui lui permet d'exercer son action antibactérienne.
Les inhibiteurs de bêta-lactamases sont actifs sur les pénicillinases des bactéries Gram positif, les pénicillinases chromosomiques ou plasmidiques des bacilles Gram négatif, des bêta-lactamases à spectre étendu (BLSE), des bêta-lactamases des anaérobies stricts. Depuis le début des années 2010, de nouveaux inhibiteurs de bêta-lactamase ont été mis au point, dont l'avibactam possédant un plus large spectre d'inhibition touchant les pénicillinases, les BLSE, la carbapénémase KPC résistante aux autres inhibiteurs de bêta-lactamase, les céphalosporinases des entérobactéries et de Pseudomonas aeruginosa, ainsi que certaines oxacillinases.
Les molécules utilisées sont l'acide clavulanique, le sulbactam, le tazobactam et plus récemment l'avibactam. L'acide clavulanique existe en association avec l'amoxicilline (amoxicilline/acide clavulanique) ou la ticarcilline. Le sulbactam existe en association avec l'ampicilline. Le tazobactam existe en association avec la pipéracilline. L'avibactam n'est disponible qu'en association avec le ceftazidime.

Inhibiteur de bêta-lactamase
Acide clavulanique
Sulbactam
Tazobactam
Avibactam (2015)
Vaborbactam (2017)
Relebactam (2019)